# Ion C. Teodorescu
Ion C. Teodorescu (n. 16 aprilie 1886, Craiova, Dolj, România – d. 20 august 1978, București, România) a fost un agronom român, profesor și specialist în viticultură și oenologie. A continuat munca de pionierat a lui G. Nicoleanu și V. Brezeanu, contribuind major la dezvoltarea științei viticole românești între 1920 și 1960.

## Biografie

### Copilărie și educație
Ion C. Teodorescu s-a născut pe 16 aprilie 1886, în Craiova, unde a urmat școala primară și liceul. În 1904, s-a înscris la Școala Centrală de Agricultură de la Herăstrău, pe care a absolvit-o în 1907. A fost trimis la studii de specializare în viticultură, oenologie și horticultură la Școala Națională de Horticultură de la Versailles (1907–1909), completându-și pregătirea la pepinierele Namblot Bruneau din Burg-la Reine.

### Carieră profesională
Întors în țară, a fost profesor la Școala Normală de Învățători din Galați (1909–1918). În 1919, a devenit profesor de viticultură la Școala Națională de Viticultură din Chișinău, iar în 1922 a obținut Catedra de Vinificație și Oenologie la Școala Superioară de Agricultură de la Herăstrău. Între 1922 și 1926, a fost inspector general al pepinierelor viticole și școlilor de viticultură, iar din 1926 până în 1937 a fost director al Serviciului Viticulturii în Ministerul Agriculturii. Din 1937, a condus Secția de Viticultură și Horticultură la ICAR, organizând cercetarea științifică în domeniu timp de 20 de ani.

## Activitate științifică

### Viticultură și oenologie
Teodorescu a reorganizat pepinierele viticole distruse în Primul Război Mondial, introducând portaltoi valoroși (ex. Berlandieri x Riparia Teleki 8B) și interzicând importul de vițe altoite neconforme. A zonat soiurile de viță, stabilind podgoriile care pot da numele vinurilor (ex. Cotnari, Odobești). A înființat o colecție ampelografică la catedră, cu 20 de specii, 25 de hibrizi și 132 de soiuri, și a organizat plantații experimentale la Pietroasa și Istrița.

### Învățământ și cercetare
A pregătit peste 25 de generații de specialiști, înființând o școală de pepinieriști la Pietroasa și organizând cursuri de altoire și degustări de vinuri. A revizuit programele școlilor de viticultură (Odobești, Chișinău, Valea Călugărească), accentuând pregătirea practică. La ICAR, a pus bazele cercetării științifice viticole, contribuind la poziționarea României ca o țară de frunte în domeniu.

### Publicistică
A publicat sute de articole în reviste precum „Viața agricolă”, „Revista horticolă” și „România viticolă”, pe care a fondat-o în 1937. Lucrările sale abordează tehnologia viticolă (*Altoirea vițelor în ochi dormind*, 1923), soiurile de viță (*Clasificarea și recunoașterea soiurilor*, 1940) și oenologia (*Condiționarea vinului pentru marele comerț*, 1926). A ținut conferințe radiofonice și a contribuit la monografii despre podgorii (ex. *Perlele Moldovei. Cotnari și Uricani*, 1940).

## Lucrări
- Altoirea vițelor în ochi dormind, o metodă nouă, Tip. „Bucovina”, București, 1923
- Caracterizarea diferitelor podgorii ale României, „Tiparul Românesc”, București, 1925
- Condiționarea vinului pentru marele comerț, Tip. „M. A. D.”, București, 1926
- Cele mai recomandabile specii și varietăți de vițe pentru România, Ed. „Socec”, București, 1930
- Congresul Internațional Viticol de la Barcelona, „Monitorul Oficial”, București, 1930
- Exportul strugurilor și vinurilor românești, „Oltenia”, București, 1930
- Materialul produs în pepinierele statului, Tip. „Bucovina”, București, 1930
- Vițele americane port-altoi, Ed. „Cartea Românească”, București, 1930
- Soiuri de viță cu polen steril întâlnite în podgoriile românești, „Monitorul Oficial”, București, 1931
- Cum stropim viile?, Tip. „Bucovina”, București, 1939
- Din nou problema hibrizilor producători direcți, Tip. „Bucovina”, București, 1939
- Standardizarea plantațiilor de vii și pomi, „Monitorul Oficial”, București, 1939
- Tăierea ca factor de producție în viticultură, „Monitorul Oficial”, București, 1939
- Clasificarea și recunoașterea soiurilor de viță roditoare din podgoriile românești, „Monitorul Oficial”, București, 1940
- Perlele Moldovei. Cotnari și Uricani, Tip. „Bucovina”, București, 1940
- Planificarea viticulturii, Tip. „Bucovina”, București, 1940
- Viticultura, Tip. „Cartea Românească”, București, 1941
- Viile experimentale din România, „Monitorul Oficial”, București, 1943
- Vița de vie și vinul de-a lungul veacurilor, Ed. „Agrosilvică”, București, 1966

## Premii și recunoaștere
- Vicepreședinte al Secțiunii de Viticultură la Congresul Internațional Viticol de la Barcelona (1930)
- Fondator al revistei „România viticolă” (1937)

## In memoriam
Ion C. Teodorescu a murit pe 20 august 1978, în București. Este considerat unul dintre cei mai de seamă reprezentanți ai viticulturii românești din secolul XX, contribuțiile sale punând bazele științifice ale acestui domeniu în România.